# Rudolf Ropek

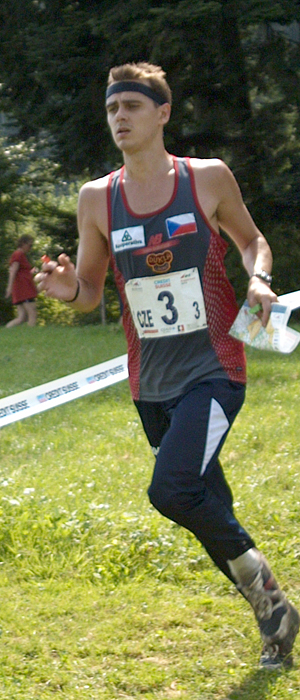
Rudolf Ropek, 2003

Rudolf Ropek (* 4. Oktober 1970 in Potštejn) ist ein ehemaliger tschechischer Orientierungsläufer.
Ropek startete als 19-Jähriger bei den ersten Weltmeisterschaften der Junioren 1990 im schwedischen Älvsbyn. Dabei kam er auf den 13. Platz im Einzellauf und auf den fünften Platz zusammen mit der tschechoslowakischen Staffel. 1992 folgte seine erste Weltcupsaison, 1995 seine ersten Weltmeisterschaften in Detmold. 1994 und 1996 schloss er den Weltcup jeweils als Gesamtsiebter ab. 1997 drang er bei den Weltmeisterschaften in Norwegen mit einem neunten Platz auf der klassischen Distanz ebenfalls unter die ersten zehn ein. 2001 in Tampere wurde er WM-Neunter im neueingeführten Sprint. Die tschechische Staffel mit Michal Horáček, Michal Jedlička, Radek Novotný und Ropek als Schlussläufer gewann bei denselben Meisterschaften Bronze hinter Finnland und Norwegen. Bei den folgenden Weltmeisterschaften 2003 in der Schweiz gewann Ropek Silber im Sprint hinter dem Briten Jamie Stevenson. 2004 startete er noch beim Sprint der Weltmeisterschaften, qualifizierte sich aber nicht für das Finale.
Weitere Erfolge feierte Ropek im Rahmen der Park World Tour, die er 1996 und 1999 als Zweiter abschloss und 1997 und 1998 gewann.
Ropek lief für die tschechischen Vereine VŠZ Brno und Dukla Liberec.

## Platzierungen
| Weltmeisterschaften | Sprint | Mittel | Lang | Staffel |
| ------------------- | ------ | ------ | ---- | ------- |
| 1995 Detmold        |        | 25.    | 33.  | 5.      |
| 1997 Grimstad       |        | 13.    | 9.   | 9.      |
| 1999 Inverness      |        | 15.    | 37.  | 8.      |
| 2001 Tampere        | 9.     | 32.    |      | 3.      |
| 2003 Rapperswil     | 2.     |        |      | 15.     |
| 2004 Västerås       | nq.    |        |      |         |

| Europameisterschaften | Sprint | Mittel | Lang | Staffel |
| --------------------- | ------ | ------ | ---- | ------- |
| 2000 Truskawez        |        |        | 15.  |         |
| 2002 Sümeg            | 40.    | 19.    | 37.  | 15.     |

| Gesamt-Weltcup | Gesamt-Weltcup |
| -------------- | -------------- |
| 1992           | 21.            |
| 1994           | 7.             |
| 1996           | 7.             |
| 1998           | 15.            |
| 2000           | 25.            |
| 2002           | 55.            |

| Junioren-WM | Sprint | Mittel | Lang | Staffel |
| ----------- | ------ | ------ | ---- | ------- |
| 1990 Älsbyn |        |        | 13.  | 5.      |